# Zabij mnie, kochanie
Zabij mnie, kochanie (lit. ‘Mata'm, amor’) és una pel·lícula polonesa de 2024 dirigida per Filip Zylber. S'ha subtitulat al català.

## Sinopsi
Un premi de loteria comporta conseqüències fatals quan els dos membres del matrimoni guanyador comencen a maquinar matar l'altre i quedar-se amb tots els diners.

## Distribució
La pel·lícula es va estrenar a la plataforma Netflix el 13 de febrer de 2024.